# Klauzule Jakubowe
Klauzule Jakubowe – zalecenie Jakuba Sprawiedliwego podczas soboru jerozolimskiego (ok. 49 r.), które mówiło, że nawróceni z pogaństwa chrześcijanie nie muszą przestrzegać prawa Mojżeszowego ani być obrzezani, ale zaleca się im, by powstrzymywali się od spożywania pokarmów ofiarowanych bożkom, od nierządu, od tego co uduszone, i od krwi, gdyż mogłoby to wywołać zgorszenie u Żydów. O tych klauzulach mówią Dzieje Apostolskie.